# Im Eun-su
Im Eun-su (kor. 임은수; * 1. April 1996 in Jeonju) ist ein südkoreanischer Fußballspieler.

## Karriere
Im Eun-su erlernte das Fußballspielen in den Schulmannschaften der Iri Dongsan Elementary School und der Bupyeong Elementary School, in der Jugendmannschaft von Incheon United, sowie in der Universitätsmannschaft der Dongguk University. Seinen ersten Vertrag unterschrieb er 2018 bei Incheon United. Das Fußballfranchise aus Incheon spielte in der ersten Liga, der K League 1. Sein Profidebüt gab er am 22. April 2018 im Heimspiel gegen die Suwon Samsung Bluewings. Hier stand er in der Startelf und wurde in der 81. Minute gegen Lee Yun-pyo ausgewechselt. Von Juli 2021 bis Dezember 2021 wurde er an den Zweitligisten Daejeon Hana Citizen FC ausgeliehen. Für das Franchise aus Daejeon absolvierte er elf Spiele in der zweiten Liga. Nach Ende der Ausleihe wurde er von Daejeon im Januar 2022 fest unter Vertrag genommen.